# Maba, Guangdong
Maba är en köping i sydöstra Kina. Den ligger i stadsdistriktet Qujiang i staden Shaoguan i provinsen Guangdong, omkring 180 kilometer norr om provinshuvudstaden Guangzhou. Antalet invånare (2020) är 162 512.